# Nazario Oleaga
Nazario Oleaga Muguruza, né le 28 juillet 1884 et mort le 5 décembre 1961 à Bilbao, est un juriste, bascophile et académicien basque espagnol. Carliste par ses idées, c'est un infatigable promoteur de la langue basque et des concours d'improvisation en tant que bertsolari. Dans les années 1930, il s'implique dans l'organisation juridique d'un État basque.

## Biographie
Nazario Oleaga étudie le droit à Deusto et passe son doctorat à l'université de Salamanque. Il est ensuite secrétaire de mairie à Zeanuri. Grâce à son travail en faveur de la langue basque, il est nommé académicien correspondant à Euskaltzaindia dès 1919, date de sa création.
Carliste convaincu, il fait partie de la junte "Pro Reivindicaciones Vascas" fondée le 21 avril 1931. À l'époque, la République est proclamée avec les représentants des quatre provinces basques. Oleaga représente, avec le comte de Arana, Bizkaia (la Biscaye). Le Conseil publie un manifeste dans lequel il déclare que "des raisons de fraternité et d'opportunisme politique l'exigent, à la reconquête de notre personnalité, la Navarre, la Biscaye, l'Alava et le Guipuscoa, nous sommes un seul peuple".
Quelques mois avant cet événement, Nazario Oleaga faisait partie du sous-comité de la Société d'études basques, et est l'auteur de la fondation consacrée à la Justice dans le projet de Règlement général de l'État de la société basque. Il assiste à l'Assemblée d'Estella (14 juin, 1931) en tant que représentant de la Ville de Mallabia et en tant que porte-parole officiel des carlistes basques. En ce qui concerne l'article 14 du Statut, portant sur l'organisation du pouvoir judiciaire dans un État basque, il propose que les juges des chambres criminelles basques sachent le basque afin d'exercer leurs fonctions. Sa proposition est approuvée à l'unanimité. Il propose également dans les statuts que l'éducation soit immédiatement bilingue dans les écoles basques.
Après la guerre, Euskaltzaindia est restauré, et Nazario Oleaga y est nommé secrétaire. Il siège également au Conseil de la culture de Biscaye et depuis 1948, à la Commission internationale des juristes pour l'étude et la gestion du droit civil de la Biscaye. Il écrit le prologue du livre de Gregorio Mujica Zurtasun-Gogoa. 
Il meurt dans sa ville natale le 5 décembre de 1961. En 1984, Euskaltzaindia lui rend un vibrant hommage.

## Collection
- Nazario de Oleaga, Hipolito Larrakoetxea, Jesus Maria Leizaola, Bonifazio Etxegarai, Eusko Jaurlaritzaren argitalpen zerbitzu nagusia = Servicio central de publicaciones del Gobierno Vasco, 2004, 92 pages;
- Nazario de Oleaga: (1884-1961), Andrés Urrutia Badiola, Eusko Jaurlaritzaren Argitalpen Zerbitzu Nagusia, 2004, 24 pages.